# ARM Cortex-A12
Az ARM Cortex-A12 egy 32 bites többmagos processzor, amelyet a Cortex-A9 utódjának terveztek. Akár négy gyorsítótár-koherens magot tartalmazhat, ahol a magok az ARM v7 utasításkészlet-architektúrát implementálják.

## Áttekintés
Az ARM azt állítja, hogy a Cortex-A12 mag 40 százalékkal hatékonyabb mint az Cortex-A9 mag. A Cortex-A9-ből hiányzó új jellemzői között szerepel a hardveres virtualizáció és a 40 bites Large Physical Address Extension (LPAE, nagy fizikai címkiterjesztés) címzés. A bejelentéskor azt közölték, hogy a Cortex-A12 támogatja a big.LITTLE heterogén architektúrát, de röviddel ezután jelentették be az ARM Cortex-A17 processzort, ami ugyanennek a tulajdonságnak a továbbfejlesztett változatával rendelkezik.
A Cortex-A12 legfontosabb jellemzői:
- Sorrendtől eltérő (out-of-order) spekulatív kibocsátású szuperskalár végrehajtási utasítás-futószalag, teljesítménye 3,00 DMIPS/MHz/mag
- NEON SIMD utasításkészlet kiterjesztés
- nagy teljesítményű VFPv4 (Vector Floating-Point v4) lebegőpontos egység
- Thumb-2 utasításkészlet-kódolás – ennek használata akár 30%-kal csökkenti a programok méretét és kis mértékben ugyan, de csökkenti a teljesítményt (kb. 2-3%-kal)[6]
- TrustZone biztonsági kiterjesztések
- L2 gyorsítótár-vezérlő (0-8 MiB)
- többmagos feldolgozás
- 40 bites Large Physical Address Extensions (LPAE) címzés, amellyel max. 1 TB RAM címezhető
- hardveres virtualizáció támogatása

## Fordítás
Ez a szócikk részben vagy egészben  az   ARM Cortex-A12 című angol Wikipédia-szócikk ezen változatának fordításán alapul.  Az eredeti cikk szerkesztőit annak laptörténete sorolja fel. Ez a jelzés csupán a megfogalmazás eredetét és a szerzői jogokat jelzi, nem szolgál a cikkben szereplő információk forrásmegjelöléseként.